# Along the Way (Colbie Caillat)
Along the Way è il settimo album in studio della cantante statunitense Colbie Caillat, pubblicato nel 2023.

## Tracce
Testi e musiche di Colbie Caillat, A.J. Pruis e Liz Rose; eccetto dove indicato.
1. Wide Open (Caillat, Jordyn Shellhart, Alysa Vanderheym) – 3:09
2. Pretend – 3:51
3. Worth It – 3:15
4. Sometimes You Need a Change – 2:57
5. For Someone – 3:08
6. Meant for Me – 3:15
7. Still Gonna Miss You – 3:48 (Caillat, Jason Reeves)
8. I'll Be Here (with Sheryl Crow) – 4:07 (Caillat, Kenneth Edmonds III, Brett James, Reeves)
9. Buying Time – 3:44
10. Blue (Caillat) – 3:48
11. Two Birds (Caillat) – 3:23
12. Old & New (Caillat) – 5:13
13. The Other Side – 2:59

## Formazione
- Colbie Caillat – voce, cori
- Craig Young – basso
- Paul Mabury – batteria, percussioni
- Kris Donegan – chitarra elettrica, chitarra acustica (1–12), mandolino (12)
- Adam Lester – chitarra acustica, chitarra elettrica (3, 6, 7), chitarra a 12 corde (2), banjo (6, 11), chitarra con corde alte (7, 9), chitarra risonante (13)